# Formica bihamata
Formica bihamata é uma espécie de formiga do gênero Formica, pertencente à subfamília Formicinae.